# Rohinton Mistry
Rohinton Mistry (n. 3 iulie 1952, Mumbai, statul Bombay⁠(d), India) este un scriitor canadian de origine indiană.

## Operă
- Tales from Firozsha Baag (1987)
- Such a Long Journey (1991)
- A Fine Balance (1995)
- Family Matters (2002)